# Eumenotini
Eumenotini – plemię pluskwiaków z podrzędu różnoskrzydłych, rodziny Dinidoridae i podrodziny Dinidorinae. Obejmuje trzy opisane gatunki, sklasyfikowane w dwóch rodzajach.

## Morfologia i występowanie
Pluskwiaki o ciele w zarysie prawie jajowatym, słabiej wypukłym po stronie grzbietowej i silniej wypukłym po stronie brzusznej. Głowa jest poprzeczna, trójkątna w zarysie. Płytki żuwaczkowe wystają daleko przed przedustek. Czułki zbudowane są z czterech członów. Między członami czułków niemal niewidoczne są skleryty intersegmentalne. Sięgająca w spoczynku do przednich krawędzi bioder środkowej pary kłujka zbudowana jest z czterech członów. Przedplecze jest trapezowate do prawie kwadratowego. Środkiem śródpiersia biegnie podłużny rowek. Ewaporatoria są bardzo małe. Odwłok ma odsłonięte listewki brzeżne z tylno-bocznymi kątami segmentów wyciągniętymi w płaty, ku tyłowi o coraz większych rozmiarach. Przetchlinki na pierwszym z widocznych sternitów odwłoka są odsłonięte i umieszczone przy jego krawędziach bocznych.
Plemię o zasięgu głównie paleotropikalnym. Zamieszkuje krainę etiopską, południowy wschód krainy palearktycznej, krainę orientalną i północ krainy australijskiej.

## Taksonomia
Takson ten utworzony został w 1907 roku przez Ernsta Evalda Bergrotha w randze plemienia w podrodzinie Tessaratominae w obrębie tarczówkowatych. W 1922 roku Teiso Esaki dla rodzaju Eumenotes utworzył podrodzinę Eumenotinae w obrębie korowcowatych, a w 1930 przeniósł ją do tarczówkowatych. W 1958 roku Dennis Leston wyniósł omawiany takson do rangi osobnej rodziny, Eumenotidae, w obrębie tarczówek. W 1982 roku Nuamah wprowadził stosowaną współcześnie w bazach taksonomicznych klasyfikację, umieszczając plemię Eumenotini w podrodzinie Megymeninae i rodzinie Dinidoridae. Wyniki analizy kladystycznej Anny Kocorek i Jerzego A. Lisa z 2000 roku wskazały na bliskie pokrewieństwo Eumenotes z kladem obejmującym Megymenum i Doesbergiana; na ich podstawie autorzy Ci włączyli Eumenotes do plemienia Megymenini. W 2012 roku jednak J.A. Lis i współpracownicy zdecydowali się na podstawie wyników molekularnej analizy filogenetycznej na przywrócenie plemienia Eumenotini. W 2014 roku Petr Kment i A. Kocorek opisali nowy rodzaj tego plemienia, Afromenotes, w związku z czym przestało być ono monotypowe.